# HC Slavia Praha 2020/2021
HC Slavia Praha 2020/2021 popisuje působení hokejového klubu HC Slavia Praha ve druhé nejvyšší české soutěži v sezóně 2020/2021. Hlavním trenérem celku byl Martin Štrba, jehož však 13. ledna 2021 (po porážce na ledě Sokolova v poměru 0:7) kvůli neuspokojivým výsledkům vedení klubu odvolalo. V následujícím zápase, který hokejisté odehráli doma proti Šumperku (9:5), prozatímně vedli hráče trenéři juniorského výběru, tedy sportovní manažer klubu Jiří Veber a někdejší hráč klubu Pavel Kolařík. Nového stálého trenéra představila Slavia po dalších dvou zápasech, a sice 26. ledna 2021, kdy se k vedení mužstva vrátil Miloš Říha mladší, jenž do začátku této sezóny Slavii vedl a následně byl vystřídán Štrbou. Říhovým asistentem zůstal Pavel Kolařík.

## Příprava
Celou přípravu měl původně 6. srpna zahájit přípravný zápas se Stadionem Litoměřice a během něho plánovali představitelé klubu zveřejnit novou klubovou identitu. Kvůli pandemii covidu-19 mezi hráči Slavie však bylo toto utkání zrušeno. Prezentace nové identity klubu se ale uskutečnila.
| 13. srpna 2020 17.30                                                            | HC Slavia Praha                                                                 | 4 : 3 PP (0:0, 1:1, 2:2 – 1:0) | HC Baník Sokolov                                             | Zimní stadion Eden |  |
| Martin Michajlov                                                                | Martin Michajlov                                                                | Brankáři                       | Oldřich Cichoň (0:00–31:25) Jakub Kašpar (31:26–64:59)       |                    |  |
| David Šteiner 38:20' Filip Kuťák 40:30' Filip Kuťák 51:15' Daniel Kružík 64:59' | David Šteiner 38:20' Filip Kuťák 40:30' Filip Kuťák 51:15' Daniel Kružík 64:59' | 0:1 1:1 2:1 3:1 3:2 3:3 4:3    | 34:33' Jakub Konečný 54:39' Marek Švec 56:20' Jaromír Kverka |                    |  |
| 10 min                                                                          | 10 min                                                                          | Tresty                         | 6 min                                                        |                    |  |

| 18. srpna 2020 18.00                                           | HC Stadion Litoměřice                                          | 3 : 2 (1:0, 1:0, 1:2) | HC Slavia Praha                           | Kalich aréna                                                                 |  |
| Tomáš Král                                                     | Tomáš Král                                                     | Brankáři              | Roman Málek                               | Rozhodčí: Miroslav Petružálek Milan Vyštejn Čároví: Lucie Povová Adam Kurtin |  |
| Peter Jánský 16:34' Martin Procházka 31:37' Matěj Beran 40:52' | Peter Jánský 16:34' Martin Procházka 31:37' Matěj Beran 40:52' | 1:0 2:0 3:0 3:1 3:2   | 46:54' Filip Kuťák 59:21' Daniel Vrdlovec | Rozhodčí: Miroslav Petružálek Milan Vyštejn Čároví: Lucie Povová Adam Kurtin |  |
| 14 min                                                         | 14 min                                                         | Tresty                | 14 min                                    | Rozhodčí: Miroslav Petružálek Milan Vyštejn Čároví: Lucie Povová Adam Kurtin |  |

| 20. srpna 2020 17.30 | HC Baník Sokolov | 3 : 2 SN (0:1, 1:1, 1:0 – 0:0)                     | HC Slavia Praha | Zimní stadion Sokolov                                                          |  |
| Oldřich Cichoň | Oldřich Cichoň | Brankáři                                           | Martin Michajlov | Rozhodčí: Tomáš Zubzanda Michal Kostourek Čároví: Štefan Belko Ondřej Kokrment |  |
| Jakub Vrána 34:08' Jaromír Kverka 48:56' Marek Švec Jaromír Kverka Tomáš Vracovský Otakar Šik David Tůma Otakar Šik Patrik Kadeřávek | Jakub Vrána 34:08' Jaromír Kverka 48:56' Marek Švec Jaromír Kverka Tomáš Vracovský Otakar Šik David Tůma Otakar Šik Patrik Kadeřávek | 0:1 1:1 1:2 2:2 Samostatné nájezdy 0:0 0:1 1:1 2:1 | 10:43' Filip Vlček 38:38' Robin Všetečka Šimon Slavíček Filip Vlček Daniel Vrdlovec Filip Kuťák Petr Kafka Šimon Slavíček Daniel Vrdlovec | Rozhodčí: Tomáš Zubzanda Michal Kostourek Čároví: Štefan Belko Ondřej Kokrment |  |
| 4 min | 4 min | Tresty                                             | 14 min | Rozhodčí: Tomáš Zubzanda Michal Kostourek Čároví: Štefan Belko Ondřej Kokrment |  |

| 25. srpna 2020 17.30                                                                                 | Rytíři Kladno                                                                                        | 5 : 2 (2:2, 0:0, 3:0)       | HC Slavia Praha                      | ČEZ stadion Kladno                                                        |  |
| Andrej Košarišťan                                                                                    | Andrej Košarišťan                                                                                    | Brankáři                    | Roman Málek                          | Rozhodčí: Jaroslav Dundr Pavel Řešátko Čároví: Marek Kučera Petr Koželský |  |
| Nicolas Hlava 02:39' Antonín Melka 07:29' Matyáš Filip 40:52' Marek Račuk 58:42' Štěpán Bláha 59:46' | Nicolas Hlava 02:39' Antonín Melka 07:29' Matyáš Filip 40:52' Marek Račuk 58:42' Štěpán Bláha 59:46' | 1:0 2:0 2:1 2:2 3:2 4:2 5:2 | 09:28' Filip Kuťák 17:11' Petr Kafka | Rozhodčí: Jaroslav Dundr Pavel Řešátko Čároví: Marek Kučera Petr Koželský |  |
| 10 min                                                                                               | 10 min                                                                                               | Tresty                      | 18 min                               | Rozhodčí: Jaroslav Dundr Pavel Řešátko Čároví: Marek Kučera Petr Koželský |  |

| 27. srpna 2020 17.30                                        | HC Energie Karlovy Vary                                     | 3 : 0 (1:0, 2:0, 0:0) | HC Slavia Praha  | Zimní stadion Eden Návštěvnost: 914                                            |  |
| Filip Novotný                                               | Filip Novotný                                               | Brankáři              | Martin Michajlov | Rozhodčí: Tomáš Zubzanda Michal Kostourek Čároví: Štefan Belko Ondřej Kokrment |  |
| Ondřej Beránek 15:41' Jakub Flek 28:57' Petr Koblasa 34:26' | Ondřej Beránek 15:41' Jakub Flek 28:57' Petr Koblasa 34:26' | 1:0 2:0 3:0           |                  | Rozhodčí: Tomáš Zubzanda Michal Kostourek Čároví: Štefan Belko Ondřej Kokrment |  |
| 4 min                                                       | 4 min                                                       | Tresty                | 6 min            | Rozhodčí: Tomáš Zubzanda Michal Kostourek Čároví: Štefan Belko Ondřej Kokrment |  |

| 1. září 2020 18.00 | HC Stadion Vrchlabí | 1 : 2 (1:1, 0:0, 0:1) | HC Slavia Praha                            | Zimní stadion Vrchlabí Návštěvnost: 601                               |  |
| Jakub Soukup       | Jakub Soukup        | Brankáři              | Roman Málek                                | Rozhodčí: Radek Wagner Josef Barek Čároví: Jan Pechánek Aleš Roischel |  |
| Tomáš Nouza 18:33' | Tomáš Nouza 18:33'  | 0:1 1:1 1:2           | 15:19' Jiří Doležal 55:13' Jaroslav Bednář | Rozhodčí: Radek Wagner Josef Barek Čároví: Jan Pechánek Aleš Roischel |  |
| 12 min             | 12 min              | Tresty                | 30 min                                     | Rozhodčí: Radek Wagner Josef Barek Čároví: Jan Pechánek Aleš Roischel |  |

| 3. září 2020 17.30 | HC Slavia Praha  | 0 : 1 (0:0, 0:0, 0:1) | HC Stadion Vrchlabí | Zimní stadion Eden                                                         |  |
| Martin Michajlov   | Martin Michajlov | Brankáři              | Jakub Soukup        | Rozhodčí: Tomáš Battěk David Čáp Čároví: Stanislav Hnát Daniel Horažďovský |  |
|                    |                  | 0:1                   | 49:21' Ondřej Matýs | Rozhodčí: Tomáš Battěk David Čáp Čároví: Stanislav Hnát Daniel Horažďovský |  |
| 14 min             | 14 min           | Tresty                | 22 min              | Rozhodčí: Tomáš Battěk David Čáp Čároví: Stanislav Hnát Daniel Horažďovský |  |

| 8. září 2020 18.00                     | HC Tábor                               | 2 : 6 (0:1, 1:3, 1:2)           | HC Slavia Praha | Zimní stadion Tábor Návštěvnost: 650               |  |
| Kristián Kolář                         | Kristián Kolář                         | Brankáři                        | Martin Michajlov | Rozhodčí: Lukáš Květoň Čároví: Lang Václav Kubíček |  |
| Jan Radoš 33:00' Miroslav Tejko 46:00' | Jan Radoš 33:00' Miroslav Tejko 46:00' | 0:1 0:2 0:3 0:4 1:4 2:4 2:5 2:6 | 00:40' Tomáš Šmerha 22:00' Tomáš Šmerha 27:00' David Šteiner 30:00' Filip Vlček 48:00' Michal Steinocher 59:00' Martin Ondráček | Rozhodčí: Lukáš Květoň Čároví: Lang Václav Kubíček |  |
| 8 min                                  | 8 min                                  | Tresty                          | 6 min | Rozhodčí: Lukáš Květoň Čároví: Lang Václav Kubíček |  |
| 20                                     | 20                                     | Střely                          | 39 | Rozhodčí: Lukáš Květoň Čároví: Lang Václav Kubíček |  |

## Chance liga

### Základní část
| 14. září 2020 18.00 | HC Slavia Praha    | 1 : 3 (0:1, 0:0, 1:2) | HC Slovan Ústí nad Labem                                               | Zimní stadion Eden Návštěvnost: 707                                     |  |
| Martin Michajlov    | Martin Michajlov   | Brankáři              | Jan Růžička                                                            | Rozhodčí: Lukáš Bejček Daniel Jechoutek Čároví: Milan Štofa Petr Kotlík |  |
| Filip Vlček 56:41'  | Filip Vlček 56:41' | 0:1 0:2 0:3 1:3       | 18:53' Michal Trávníček 41:33' David Cienciala 54:16' Michal Trávníček | Rozhodčí: Lukáš Bejček Daniel Jechoutek Čároví: Milan Štofa Petr Kotlík |  |
| 10 min              | 10 min             | Tresty                | 18 min                                                                 | Rozhodčí: Lukáš Bejček Daniel Jechoutek Čároví: Milan Štofa Petr Kotlík |  |
| 37                  | 37                 | Střely                | 30                                                                     | Rozhodčí: Lukáš Bejček Daniel Jechoutek Čároví: Milan Štofa Petr Kotlík |  |

| 16. září 2020 18.00                      | Rytíři Kladno                            | 2 : 4 (0:3, 1:0, 1:1)   | HC Slavia Praha                                                                  | ČEZ stadion Kladno Návštěvnost: 1790                                     |  |
| Andrej Košarišťan                        | Andrej Košarišťan                        | Brankáři                | Martin Michajlov                                                                 | Rozhodčí: Tomáš Zubzanda Daniel Jechoutek Čároví: Milan Štofa Jiří Flegl |  |
| Štěpán Bláha 31:10' Antonín Melka 40:35' | Štěpán Bláha 31:10' Antonín Melka 40:35' | 0:1 0:2 0:3 1:3 2:3 2:4 | 07:01' Filip Kuťák 09:34' Filip Vlček 18:28' Petr Vampola 59:16' Jaroslav Bednář | Rozhodčí: Tomáš Zubzanda Daniel Jechoutek Čároví: Milan Štofa Jiří Flegl |  |
| 22 min                                   | 22 min                                   | Tresty                  | 24 min                                                                           | Rozhodčí: Tomáš Zubzanda Daniel Jechoutek Čároví: Milan Štofa Jiří Flegl |  |
| 38                                       | 38                                       | Střely                  | 21                                                                               | Rozhodčí: Tomáš Zubzanda Daniel Jechoutek Čároví: Milan Štofa Jiří Flegl |  |

| 19. září 2020 17.00                                           | HC Slavia Praha                                               | 3 : 2 PP (0:1, 1:0, 1:1 – 1:0) | HC Baník Sokolov                          | Zimní stadion Eden Návštěvnost: 521                                 |  |
| Martin Michajlov                                              | Martin Michajlov                                              | Brankáři                       | Jakub Neužil                              | Rozhodčí: David Čáp Jiří Ondráček Čároví: Richard Coubal Jiří Flegl |  |
| Jiří Doležal 29:21' Michael Gaspar 55:44' Petr Vampola 61:50' | Jiří Doležal 29:21' Michael Gaspar 55:44' Petr Vampola 61:50' | 0:1 1:1 1:2 2:2 3:2            | 13:24' Martin Osmík 46:17' Jaromír Kverka | Rozhodčí: David Čáp Jiří Ondráček Čároví: Richard Coubal Jiří Flegl |  |
| 6 min                                                         | 6 min                                                         | Tresty                         | 8 min                                     | Rozhodčí: David Čáp Jiří Ondráček Čároví: Richard Coubal Jiří Flegl |  |
| 32                                                            | 32                                                            | Střely                         | 33                                        | Rozhodčí: David Čáp Jiří Ondráček Čároví: Richard Coubal Jiří Flegl |  |

| 23. září 2020 18.00 | Draci Šumperk | 0 : 4 (0:1, 0:2, 0:1) | HC Slavia Praha                                                                 | Zimní stadion Šumperk Návštěvnost: 515                              |  |
| Marek Peksa         | Marek Peksa   | Brankáři              | Martin Michajlov                                                                | Rozhodčí: Jiří Kašík Ondřej Šudoma Čároví: Tomáš Měkýš Ondřej Polák |  |
|                     |               | 0:1 0:2 0:3 0:4       | 01:03' Petr Kafka 32:02' David Šteiner 36:19' Daniel Kružík 52:39' Tomáš Šmerha | Rozhodčí: Jiří Kašík Ondřej Šudoma Čároví: Tomáš Měkýš Ondřej Polák |  |
| 10 min              | 10 min        | Tresty                | 10 min                                                                          | Rozhodčí: Jiří Kašík Ondřej Šudoma Čároví: Tomáš Měkýš Ondřej Polák |  |
| 18                  | 18            | Střely                | 25                                                                              | Rozhodčí: Jiří Kašík Ondřej Šudoma Čároví: Tomáš Měkýš Ondřej Polák |  |

| 26. září 2020 16.00                                                                                            | HC Slavia Praha                                                                                                | 4 : 3 SN (1:1, 1:1, 1:1 – 0:0 – 1:0)                   | HC Stadion Vrchlabí | Zimní stadion Eden Návštěvnost: 851                                             |  |
| Martin Michajlov                                                                                               | Martin Michajlov                                                                                               | Brankáři                                               | Milan Klouček (celou základní hrací dobu, prodloužení a první dvě série nájezdů) Jakub Soukup (od třetí série nájezdů) | Rozhodčí: Lukáš Bejček Michal Kostourek Čároví: Václav Beneš Daniel Horažďovský |  |
| Tomáš Šmerha 19:59' Daniel Kružík 26:48' Tomáš Šmerha 42:13' Filip Kuťák Daniel Kružík Tomáš Šmerha Petr Kafka | Tomáš Šmerha 19:59' Daniel Kružík 26:48' Tomáš Šmerha 42:13' Filip Kuťák Daniel Kružík Tomáš Šmerha Petr Kafka | 0:1 1:1 2:1 2:2 3:2 3:3 Samostatné nájezdy 1:0 2:0 3:0 | 05:51' Ondřej Chrtek 38:23' Tomáš Nouza 43:11' Tomáš Linhart Patrik Urban Jiří Hozák Tomáš Nouza                       | Rozhodčí: Lukáš Bejček Michal Kostourek Čároví: Václav Beneš Daniel Horažďovský |  |
| 33 min | 33 min | Tresty                                                 | 26 min | Rozhodčí: Lukáš Bejček Michal Kostourek Čároví: Václav Beneš Daniel Horažďovský |  |
| 33 | 33 | Střely                                                 | 35 | Rozhodčí: Lukáš Bejček Michal Kostourek Čároví: Václav Beneš Daniel Horažďovský |  |

| 30. září 2020 18.00                                         | HC Slavia Praha                                             | 3 : 2 (2:1, 0:0, 1:1) | HC Zubr Přerov                             | Zimní stadion Eden Návštěvnost: 425                                          |  |
| Martin Michajlov                                            | Martin Michajlov                                            | Brankáři              | Daniel Dvořák                              | Rozhodčí: Vladimír Pešina Jakub Šindel Čároví: Martin Kreuzer Miroslav Šimán |  |
| Daniel Kružík 13:29' Petr Kafka 17:14' David Šteiner 41:31' | Daniel Kružík 13:29' Petr Kafka 17:14' David Šteiner 41:31' | 1:0 2:0 2:1 3:1 3:2   | 19:04' Radek Číp 45:29' Vlastimil Dostálek | Rozhodčí: Vladimír Pešina Jakub Šindel Čároví: Martin Kreuzer Miroslav Šimán |  |
| 24 min                                                      | 24 min                                                      | Tresty                | 16 min                                     | Rozhodčí: Vladimír Pešina Jakub Šindel Čároví: Martin Kreuzer Miroslav Šimán |  |
| 34                                                          | 34                                                          | Střely                | 24                                         | Rozhodčí: Vladimír Pešina Jakub Šindel Čároví: Martin Kreuzer Miroslav Šimán |  |

| 7. října 2020 18.00 | HC RT TORAX Poruba 2011 | 0 : 1 (0:1, 0:0, 0:0) | HC Slavia Praha   | Zimní stadion Ostrava-Poruba Návštěvnost: 0                          |  |
| Ervins Mustukovs    | Ervins Mustukovs        | Brankáři              | Martin Michajlov  | Rozhodčí: Josef Barek Tomáš Cabák Čároví: Tomáš Kučera Michal Zedník |  |
|                     |                         | 0:1                   | 07:03' Petr Kafka | Rozhodčí: Josef Barek Tomáš Cabák Čároví: Tomáš Kučera Michal Zedník |  |
| 8 min               | 8 min                   | Tresty                | 8 min             | Rozhodčí: Josef Barek Tomáš Cabák Čároví: Tomáš Kučera Michal Zedník |  |
| 26                  | 26                      | Střely                | 27                | Rozhodčí: Josef Barek Tomáš Cabák Čároví: Tomáš Kučera Michal Zedník |  |

| 10. října 2020 17.00                                                                               | HC Zubr Přerov                                                                                     | 4 : 2 (0:1, 2:0, 2:1)   | HC Slavia Praha                       | Meo Aréna Návštěvnost: 0                                          |  |
| Ondřej Kacetl                                                                                      | Ondřej Kacetl                                                                                      | Brankáři                | Martin Michajlov                      | Rozhodčí: Tomáš Cabák Filip Vrba Čároví: Jan Vašíček Tomáš Kučera |  |
| Tomáš Doležal 22:23' Vlastimil Dostálek 32:18' Vlastimil Dostálek 55:30' Vlastimil Dostálek 58:05' | Tomáš Doležal 22:23' Vlastimil Dostálek 32:18' Vlastimil Dostálek 55:30' Vlastimil Dostálek 58:05' | 0:1 1:1 2:1 2:2 3:2 4:2 | 03:08' Petr Kafka 45:24' Lukáš Buchta | Rozhodčí: Tomáš Cabák Filip Vrba Čároví: Jan Vašíček Tomáš Kučera |  |
| 14 min                                                                                             | 14 min                                                                                             | Tresty                  | 16 min                                | Rozhodčí: Tomáš Cabák Filip Vrba Čároví: Jan Vašíček Tomáš Kučera |  |
| 33                                                                                                 | 33                                                                                                 | Střely                  | 37                                    | Rozhodčí: Tomáš Cabák Filip Vrba Čároví: Jan Vašíček Tomáš Kučera |  |

| 1. prosince 2020 16.00                                       | HC Dukla Jihlava                                             | 3 : 4 PP (1:1, 2:1, 0:1 – 0:1) | HC Slavia Praha                                                                     | Horácký zimní stadion Jihlava Návštěvnost: 0                        |  |
| Jan Brož                                                     | Jan Brož                                                     | Brankáři                       | Martin Michajlov                                                                    | Rozhodčí: Štěpán Souček Jan Hucl Čároví: Milan Jindra Petr Bělohlav |  |
| Daniel Krenželok 13:09' Matěj Pekr 23:11' Jakub Illéš 30:15' | Daniel Krenželok 13:09' Matěj Pekr 23:11' Jakub Illéš 30:15' | 0:1 1:1 2:1 3:1 3:2 3:3 3:4    | 03:13' Tomáš Šmerha 32:54' Jaroslav Bednář 46:15' Daniil Petrov 61:52' Václav Veber | Rozhodčí: Štěpán Souček Jan Hucl Čároví: Milan Jindra Petr Bělohlav |  |
| 8 min                                                        | 8 min                                                        | Tresty                         | 10 min                                                                              | Rozhodčí: Štěpán Souček Jan Hucl Čároví: Milan Jindra Petr Bělohlav |  |
| 43                                                           | 43                                                           | Střely                         | 26                                                                                  | Rozhodčí: Štěpán Souček Jan Hucl Čároví: Milan Jindra Petr Bělohlav |  |

| 3. prosince 2020 18.00 | HC Slavia Praha | 7 : 1 (2:0, 3:1, 2:0)           | SK Horácká Slavia Třebíč                         | Zimní stadion Eden Návštěvnost: 0                                         |  |
| Martin Michajlov | Martin Michajlov | Brankáři                        | Pavel Jekel (0:00–20:00) Jan Mičán (20:00–60:00) | Rozhodčí: Štěpán Souček Tomáš Zubzanda Čároví: Petr Bělohlav Milan Jindra |  |
| Petr Vampola 06:24' Václav Veber 14:28' Filip Kuťák 30:04' Robin Všetečka 32:57' Jan Novák 36:02' Petr Vampola 46:20' David Šteiner 56:49' | Petr Vampola 06:24' Václav Veber 14:28' Filip Kuťák 30:04' Robin Všetečka 32:57' Jan Novák 36:02' Petr Vampola 46:20' David Šteiner 56:49' | 1:0 2:0 2:1 3:1 4:1 5:1 6:1 7:1 | 24:11' Michal Vodný                              | Rozhodčí: Štěpán Souček Tomáš Zubzanda Čároví: Petr Bělohlav Milan Jindra |  |
| 8 min | 8 min | Tresty                          | 10 min                                           | Rozhodčí: Štěpán Souček Tomáš Zubzanda Čároví: Petr Bělohlav Milan Jindra |  |
| 32 | 32 | Střely                          | 21                                               | Rozhodčí: Štěpán Souček Tomáš Zubzanda Čároví: Petr Bělohlav Milan Jindra |  |

| 5. prosince 2020 17.00                                                                    | HC Frýdek-Místek                                                                          | 4 : 2 (0:0, 2:1, 2:1)   | HC Slavia Praha                       | Hala Polárka Návštěvnost: 0                                             |  |
| Tomáš Suchánek                                                                            | Tomáš Suchánek                                                                            | Brankáři                | Martin Michajlov                      | Rozhodčí: Jiří Kašík Jakub Koziol Čároví: Václav Hanzlík Michael Hranoš |  |
| David Kofroň 31:42' Rostislav Martynek 38:26' Daniel Kurovský 55:59' Ondrej Šedivý 58:15' | David Kofroň 31:42' Rostislav Martynek 38:26' Daniel Kurovský 55:59' Ondrej Šedivý 58:15' | 1:0 1:1 2:1 2:2 3:2 4:2 | 34:10' Filip Kuťák 47:40' Filip Kuťák | Rozhodčí: Jiří Kašík Jakub Koziol Čároví: Václav Hanzlík Michael Hranoš |  |
| 12 min                                                                                    | 12 min                                                                                    | Tresty                  | 24 min                                | Rozhodčí: Jiří Kašík Jakub Koziol Čároví: Václav Hanzlík Michael Hranoš |  |
| 29                                                                                        | 29                                                                                        | Střely                  | 35                                    | Rozhodčí: Jiří Kašík Jakub Koziol Čároví: Václav Hanzlík Michael Hranoš |  |

| 9. prosince 2020 17.00                | HC Slavia Praha                       | 2 : 3 (1:0, 1:2, 0:1) | LHK Jestřábi Prostějov                                   | Zimní stadion Eden Návštěvnost: 0                                   |  |
| Roman Málek                           | Roman Málek                           | Brankáři              | Ondřej Bláha                                             | Rozhodčí: David Čáp Martin Grech Čároví: Stanislav Hnát Vít Komárek |  |
| Jiří Doležal 01:30' Petr Kafka 22:57' | Jiří Doležal 01:30' Petr Kafka 22:57' | 1:0 2:0 2:1 2:2 2:3   | 28:28' David Bartoš 35:06' Petr Mrázek 51:49' René Piegl | Rozhodčí: David Čáp Martin Grech Čároví: Stanislav Hnát Vít Komárek |  |
| 8 min                                 | 8 min                                 | Tresty                | 8 min                                                    | Rozhodčí: David Čáp Martin Grech Čároví: Stanislav Hnát Vít Komárek |  |
| 36                                    | 36                                    | Střely                | 24                                                       | Rozhodčí: David Čáp Martin Grech Čároví: Stanislav Hnát Vít Komárek |  |

| 12. prosince 2020 15.00                                       | HC Benátky nad Jizerou                                        | 3 : 4 (1:2, 0:2, 2:0)       | HC Slavia Praha                                                           | Zimní stadion Benátky nad Jizerou Návštěvnost: 0                             |  |
| Matěj Žajdlík                                                 | Matěj Žajdlík                                                 | Brankáři                    | Roman Málek                                                               | Rozhodčí: Jan Hucl Daniel Jechoutek Čároví: Daniel Horažďovský Martin Tvrdík |  |
| Adam Dlouhý 17:51' David Aubrecht 47:24' Vojtěch Jiruš 58:51' | Adam Dlouhý 17:51' David Aubrecht 47:24' Vojtěch Jiruš 58:51' | 0:1 0:2 1:2 1:3 1:4 2:4 3:4 | 13:37' Petr Kafka 17:05' Filip Vlček 25:17' Petr Kafka 31:44' Filip Kuťák | Rozhodčí: Jan Hucl Daniel Jechoutek Čároví: Daniel Horažďovský Martin Tvrdík |  |
| 36 min                                                        | 36 min                                                        | Tresty                      | 52 min                                                                    | Rozhodčí: Jan Hucl Daniel Jechoutek Čároví: Daniel Horažďovský Martin Tvrdík |  |
| 29                                                            | 29                                                            | Střely                      | 27                                                                        | Rozhodčí: Jan Hucl Daniel Jechoutek Čároví: Daniel Horažďovský Martin Tvrdík |  |

| 16. prosince 2020 17.00                                         | HC Slavia Praha                                                 | 3 : 5 (1:4, 2:0, 0:1)           | SC Kolín                                                                                               | Zimní stadion Eden Návštěvnost: 0                                     |  |
| Roman Málek Martin Michajlov                                    | Roman Málek Martin Michajlov                                    | Brankáři                        | Martin Sejpal                                                                                          | Rozhodčí: Nikola Marek Jiří Ondráček Čároví: Jan Kleprlík Jan Vašíček |  |
| Robin Všetečka 05:49' Filip Vlček 22:12' Martin Ondráček 31:30' | Robin Všetečka 05:49' Filip Vlček 22:12' Martin Ondráček 31:30' | 0:1 0:2 0:3 1:3 1:4 2:4 3:4 3:5 | 00:26' David Šafránek 03:03' David Šafránek 05:10' Marek Němec 15:39' David Šafránek 40:25' Jakub Husa | Rozhodčí: Nikola Marek Jiří Ondráček Čároví: Jan Kleprlík Jan Vašíček |  |
| 14 min                                                          | 14 min                                                          | Tresty                          | 10 min                                                                                                 | Rozhodčí: Nikola Marek Jiří Ondráček Čároví: Jan Kleprlík Jan Vašíček |  |
| 34                                                              | 34                                                              | Střely                          | 28 | Rozhodčí: Nikola Marek Jiří Ondráček Čároví: Jan Kleprlík Jan Vašíček |  |

| 6. ledna 2021 16.00                                             | HC Slovan Ústí nad Labem                                        | 3 : 2 PP (2:1, 0:0, 0:1 – 1:0) | HC Slavia Praha                       | Zimní stadion Ústí nad Labem Návštěvnost: 0                                  |  |
| Marek Schwarz                                                   | Marek Schwarz                                                   | Brankáři                       | Martin Michajlov                      | Rozhodčí: Martin Grech Tomáš Zubzanda Čároví: Richard Coubal Ondřej Kokrment |  |
| Anatolij Protasenja 05:16' Aleš Furch 16:59' Martin Tůma 62:43' | Anatolij Protasenja 05:16' Aleš Furch 16:59' Martin Tůma 62:43' | 1:0 1:1 2:1 2:2 3:2            | 08:50' Filip Kuťák 40:17' Filip Vlček | Rozhodčí: Martin Grech Tomáš Zubzanda Čároví: Richard Coubal Ondřej Kokrment |  |
| 10 min                                                          | 10 min                                                          | Tresty                         | 14 min                                | Rozhodčí: Martin Grech Tomáš Zubzanda Čároví: Richard Coubal Ondřej Kokrment |  |
| 23                                                              | 23                                                              | Střely                         | 24                                    | Rozhodčí: Martin Grech Tomáš Zubzanda Čároví: Richard Coubal Ondřej Kokrment |  |

| 9. ledna 2021 15.00 | HC Slavia Praha | 7 : 1 (1:1, 5:0, 1:0)           | SK Kadaň                         | Zimní stadion Eden Návštěvnost: 0                                     |  |
| Martin Michajlov | Martin Michajlov | Brankáři                        | Richard Běhula Miroslav Hanuljak | Rozhodčí: Jan Doležal Kamil Zavřel Čároví: Petr Bělohlav Milan Jindra |  |
| Michael Gaspar 11:17' Filip Vlček 25:03' Filip Vlček 27:04' Robin Všetečka 28:14' Daniel Kružík 29:40' Petr Kafka 34:43' Petr Kafka 50:04' | Michael Gaspar 11:17' Filip Vlček 25:03' Filip Vlček 27:04' Robin Všetečka 28:14' Daniel Kružík 29:40' Petr Kafka 34:43' Petr Kafka 50:04' | 0:1 1:1 2:1 3:1 4:1 5:1 6:1 7:1 | 04:23' Jan Svoboda               | Rozhodčí: Jan Doležal Kamil Zavřel Čároví: Petr Bělohlav Milan Jindra |  |
| 6 min | 6 min | Tresty                          | 8 min                            | Rozhodčí: Jan Doležal Kamil Zavřel Čároví: Petr Bělohlav Milan Jindra |  |
| 44 | 44 | Střely                          | 29                               | Rozhodčí: Jan Doležal Kamil Zavřel Čároví: Petr Bělohlav Milan Jindra |  |

| 12. ledna 2021 17.00 | HC Slavia Praha  | 0 : 4 (0:0, 0:2, 0:2) | HC RT TORAX Poruba 2011                                                                        | Zimní stadion Eden Návštěvnost: 0                                   |  |
| Martin Michajlov     | Martin Michajlov | Brankáři              | Ervins Mustukovs                                                                               | Rozhodčí: Jan Hucl Štěpán Souček Čároví: Václav Beneš Aleš Roischel |  |
|                      |                  | 0:1 0:2 0:3 0:4       | 34:20' Petr Stloukal 37:00' Markus Korkiakoski 50:43' Markus Korkiakoski 54:14' Patrik Urbanec | Rozhodčí: Jan Hucl Štěpán Souček Čároví: Václav Beneš Aleš Roischel |  |
| 22 min               | 22 min           | Tresty                | 10 min                                                                                         | Rozhodčí: Jan Hucl Štěpán Souček Čároví: Václav Beneš Aleš Roischel |  |
| 25                   | 25               | Střely                | 31                                                                                             | Rozhodčí: Jan Hucl Štěpán Souček Čároví: Václav Beneš Aleš Roischel |  |

| 13. ledna 2021 18.00 | HC Baník Sokolov | 7 : 0 (4:0, 3:0, 0:0)       | HC Slavia Praha                                                     | Zimní stadion Sokolov Návštěvnost: 0                                                |  |
| Jakub Neužil | Jakub Neužil | Brankáři                    | Martin Michajlov Roman Málek (od 11:03) Martin Michajlov (od 33:00) | Rozhodčí: Michal Kostourek Miroslav Petružálek Čároví: Štefan Belko Ondřej Kokrment |  |
| David Tůma 04:20' Tomáš Vracovský 10:46' Otakar Šik 11:03' Jaromír Kverka 15:17' Martin Kadlec 23:46' Michal Gut 28:33' Marek Švec 33:00' | David Tůma 04:20' Tomáš Vracovský 10:46' Otakar Šik 11:03' Jaromír Kverka 15:17' Martin Kadlec 23:46' Michal Gut 28:33' Marek Švec 33:00' | 1:0 2:0 3:0 4:0 5:0 6:0 7:0 |                                                                     | Rozhodčí: Michal Kostourek Miroslav Petružálek Čároví: Štefan Belko Ondřej Kokrment |  |
| 42 min | 42 min | Tresty                      | 8 min                                                               | Rozhodčí: Michal Kostourek Miroslav Petružálek Čároví: Štefan Belko Ondřej Kokrment |  |
| 22 | 22 | Střely                      | 20                                                                  | Rozhodčí: Michal Kostourek Miroslav Petružálek Čároví: Štefan Belko Ondřej Kokrment |  |

| 16. ledna 2021 15.00 | HC Slavia Praha | 9 : 5 (1:2, 4:0, 4:3)                                   | Draci Šumperk                                                                                            | Zimní stadion Eden Návštěvnost: 0                                        |  |
| Martin Michajlov | Martin Michajlov | Brankáři                                                | Marek Peksa                                                                                              | Rozhodčí: Martin Grech Michal Kostourek Čároví: Petr Baxa Richard Coubal |  |
| Lukáš Buchta 14:38' Robin Všetečka 24:30' Daniel Kružík 24:55' Tomáš Šmerha 34:06' Daniel Kružík 34:44' Jaroslav Brož 45:18' David Šteiner 47:19' Jiří Doležal 51:51' Adam Sedlák 55:44' | Lukáš Buchta 14:38' Robin Všetečka 24:30' Daniel Kružík 24:55' Tomáš Šmerha 34:06' Daniel Kružík 34:44' Jaroslav Brož 45:18' David Šteiner 47:19' Jiří Doležal 51:51' Adam Sedlák 55:44' | 0:1 1:1 1:2 2:2 3:2 4:2 5:2 5:3 6:3 6:4 7:4 7:5 8:5 9:5 | 06:27' Jan Milfait 17:19' Petr Kratochvíl 44:11' Jan Milfait 45:34' Daniel Spratek 48:19' Daniel Spratek | Rozhodčí: Martin Grech Michal Kostourek Čároví: Petr Baxa Richard Coubal |  |
| 6 min | 6 min | Tresty                                                  | 10 min                                                                                                   | Rozhodčí: Martin Grech Michal Kostourek Čároví: Petr Baxa Richard Coubal |  |
| 40 | 40 | Střely                                                  | 24 | Rozhodčí: Martin Grech Michal Kostourek Čároví: Petr Baxa Richard Coubal |  |

| 20. ledna 2021 16.00                      | HC Stadion Vrchlabí                       | 2 : 1 PP (0:0, 1:0, 0:1 – 1:0) | HC Slavia Praha    | Zimní stadion Vrchlabí Návštěvnost: 0                                 |  |
| Jakub Soukup                              | Jakub Soukup                              | Brankáři                       | Martin Michajlov   | Rozhodčí: Josef Barek Jan Doležal Čároví: Ondřej Bohuněk Ondřej Polák |  |
| Tomáš Linhart 35:46' Martin Heřman 64:59' | Tomáš Linhart 35:46' Martin Heřman 64:59' | 1:0 1:1 2:1                    | 59:32' Filip Kuťák | Rozhodčí: Josef Barek Jan Doležal Čároví: Ondřej Bohuněk Ondřej Polák |  |
| 24 min                                    | 24 min                                    | Tresty                         | 10 min             | Rozhodčí: Josef Barek Jan Doležal Čároví: Ondřej Bohuněk Ondřej Polák |  |
| 22                                        | 22                                        | Střely                         | 30                 | Rozhodčí: Josef Barek Jan Doležal Čároví: Ondřej Bohuněk Ondřej Polák |  |

| 23. ledna 2021 15.00 | HC Slavia Praha  | 0 : 3 (0:1, 0:0, 0:2) | Rytíři Kladno                                                   | Zimní stadion Eden Návštěvnost: 0                                        |  |
| Martin Michajlov     | Martin Michajlov | Brankáři              | Adam Brízgala                                                   | Rozhodčí: Daniel Jechoutek Radek Wagner Čároví: Petr Baxa Richard Coubal |  |
|                      |                  | 0:1 0:2 0:3           | 08:56' Antonín Melka 43:31' Nicolas Hlava 48:21' Jakub Suchánek | Rozhodčí: Daniel Jechoutek Radek Wagner Čároví: Petr Baxa Richard Coubal |  |
| 14 min               | 14 min           | Tresty                | 18 min                                                          | Rozhodčí: Daniel Jechoutek Radek Wagner Čároví: Petr Baxa Richard Coubal |  |
| 25                   | 25               | Střely                | 34                                                              | Rozhodčí: Daniel Jechoutek Radek Wagner Čároví: Petr Baxa Richard Coubal |  |

| 25. ledna 2021 17.00                                                          | HC Slavia Praha                                                               | 4 : 2 (2:1, 1:1, 1:0)   | AZ Heimstaden Havířov                 | Zimní stadion Eden Návštěvnost: 0                                  |  |
| Martin Michajlov                                                              | Martin Michajlov                                                              | Brankáři                | Aleš Stezka                           | Rozhodčí: Michal Dědek Jiří Kašík Čároví: Henrich Kráľ Roman Zídek |  |
| Daniel Kružík 10:14' Jiří Doležal 11:56' Jiří Doležal 22:47' Jan Novák 40:18' | Daniel Kružík 10:14' Jiří Doležal 11:56' Jiří Doležal 22:47' Jan Novák 40:18' | 1:0 2:0 2:1 3:1 3:2 4:2 | 17:24' Jan Maruna 39:25' Radek Prokeš | Rozhodčí: Michal Dědek Jiří Kašík Čároví: Henrich Kráľ Roman Zídek |  |
| 6 min                                                                         | 6 min                                                                         | Tresty                  | 2 min                                 | Rozhodčí: Michal Dědek Jiří Kašík Čároví: Henrich Kráľ Roman Zídek |  |
| 29                                                                            | 29                                                                            | Střely                  | 32                                    | Rozhodčí: Michal Dědek Jiří Kašík Čároví: Henrich Kráľ Roman Zídek |  |

| 27. ledna 2021 17.30                                          | VHK ROBE Vsetín                                               | 3 : 2 (0:1, 2:1, 1:0) | HC Slavia Praha                    | Na Lapači Návštěvnost: 0                                                  |  |
| David Gába                                                    | David Gába                                                    | Brankáři              | Martin Michajlov                   | Rozhodčí: Jiří Ondráček Ondřej Šudoma Čároví: David Otáhal Michael Hranoš |  |
| Lukáš Bednář 20:42' Antonín Pechanec 37:48' Jan Bartko 46:56' | Lukáš Bednář 20:42' Antonín Pechanec 37:48' Jan Bartko 46:56' | 0:1 1:1 1:2 2:2 3:2   | 06:16' Petr Kafka 35:15' Jan Novák | Rozhodčí: Jiří Ondráček Ondřej Šudoma Čároví: David Otáhal Michael Hranoš |  |
| 10 min                                                        | 10 min                                                        | Tresty                | 8 min                              | Rozhodčí: Jiří Ondráček Ondřej Šudoma Čároví: David Otáhal Michael Hranoš |  |
| 24                                                            | 24                                                            | Střely                | 22                                 | Rozhodčí: Jiří Ondráček Ondřej Šudoma Čároví: David Otáhal Michael Hranoš |  |

| 30. ledna 2021 15.00                                           | HC Slavia Praha                                                | 3 : 1 (0:1, 2:0, 1:0) | VHK ROBE Vsetín    | Zimní stadion Eden Návštěvnost: 0                                         |  |
| Martin Michajlov                                               | Martin Michajlov                                               | Brankáři              | David Gába         | Rozhodčí: Jan Hucl Jakub Šindel Čároví: Richard Coubal Daniel Horažďovský |  |
| Tomáš Pšenička 24:12' Petr Kafka 34:19' Martin Ondráček 57:23' | Tomáš Pšenička 24:12' Petr Kafka 34:19' Martin Ondráček 57:23' | 0:1 1:1 2:1 3:1       | 15:51' Roman Vlach | Rozhodčí: Jan Hucl Jakub Šindel Čároví: Richard Coubal Daniel Horažďovský |  |
| 6 min                                                          | 6 min                                                          | Tresty                | 4 min              | Rozhodčí: Jan Hucl Jakub Šindel Čároví: Richard Coubal Daniel Horažďovský |  |
| 34                                                             | 34                                                             | Střely                | 19                 | Rozhodčí: Jan Hucl Jakub Šindel Čároví: Richard Coubal Daniel Horažďovský |  |

| 1. února 2021 17.00                                          | HC Slavia Praha                                              | 3 : 4 PP (2:2, 1:0, 0:1 – 0:1) | HC Dukla Jihlava                                                                | Zimní stadion Eden Návštěvnost: 0                                            |  |
| Roman Málek                                                  | Roman Málek                                                  | Brankáři                       | Jan Brož                                                                        | Rozhodčí: Radek Wagner Kamil Zavřel Čároví: Daniel Horažďovský Petr Maštalíř |  |
| Tomáš Šmerha 07:18' Petr Vampola 14:09' Daniel Kružík 35:56' | Tomáš Šmerha 07:18' Petr Vampola 14:09' Daniel Kružík 35:56' | 0:1 1:1 2:1 2:2 3:2 3:3 3:4    | 04:29' Matěj Pekr 19:53' Tomáš Jiránek 43:32' Jakub Illéš 62:29' Tomáš Harkabus | Rozhodčí: Radek Wagner Kamil Zavřel Čároví: Daniel Horažďovský Petr Maštalíř |  |
| 10 min                                                       | 10 min                                                       | Tresty                         | 10 min                                                                          | Rozhodčí: Radek Wagner Kamil Zavřel Čároví: Daniel Horažďovský Petr Maštalíř |  |
| 37                                                           | 37                                                           | Střely                         | 35                                                                              | Rozhodčí: Radek Wagner Kamil Zavřel Čároví: Daniel Horažďovský Petr Maštalíř |  |

| 3. února 2021 17.00                                                                                           | AZ Heimstaden Havířov                                                                                         | 5 : 1 (0:0, 2:0, 3:1)   | HC Slavia Praha    | Gascontrol Aréna Návštěvnost: 0                                             |  |
| Aleš Stezka                                                                                                   | Aleš Stezka                                                                                                   | Brankáři                | Roman Málek        | Rozhodčí: Jiří Ondráček Nikola Marek Čároví: Václav Hanzlík Martin Konvička |  |
| Ondřej Procházka 26:29' Ondřej Procházka 39:51' Radek Prokeš 45:03' Ondřej Procházka 50:02' Jan Maruna 55:30' | Ondřej Procházka 26:29' Ondřej Procházka 39:51' Radek Prokeš 45:03' Ondřej Procházka 50:02' Jan Maruna 55:30' | 1:0 2:0 2:1 3:1 4:1 5:1 | 42:45' Filip Vlček | Rozhodčí: Jiří Ondráček Nikola Marek Čároví: Václav Hanzlík Martin Konvička |  |
| 10 min | 10 min | Tresty                  | 14 min             | Rozhodčí: Jiří Ondráček Nikola Marek Čároví: Václav Hanzlík Martin Konvička |  |
| 42 | 42 | Střely                  | 25                 | Rozhodčí: Jiří Ondráček Nikola Marek Čároví: Václav Hanzlík Martin Konvička |  |

| 6. února 2021 15.00                    | HC Slavia Praha                        | 2 : 4 (0:2, 1:1, 1:1)   | HC Stadion Litoměřice                                                                | Zimní stadion Eden Návštěvnost: 0                                     |  |
| Roman Málek                            | Roman Málek                            | Brankáři                | Tomáš Král                                                                           | Rozhodčí: Jakub Šindel Kamil Zavřel Čároví: Roman Komínek Roman Zídek |  |
| Petr Kafka 26:34' Daniel Kružík 59:14' | Petr Kafka 26:34' Daniel Kružík 59:14' | 0:1 0:2 0:3 1:3 1:4 2:4 | 04:33' Martin Procházka 06:55' Matěj Beran 21:35' Jakub Konečný 59:04' Tomáš Svoboda | Rozhodčí: Jakub Šindel Kamil Zavřel Čároví: Roman Komínek Roman Zídek |  |
| 10 min                                 | 10 min                                 | Tresty                  | 8 min                                                                                | Rozhodčí: Jakub Šindel Kamil Zavřel Čároví: Roman Komínek Roman Zídek |  |
| 34                                     | 34                                     | Střely                  | 33                                                                                   | Rozhodčí: Jakub Šindel Kamil Zavřel Čároví: Roman Komínek Roman Zídek |  |

| 7. února 2021 15.00                                       | HC Slavia Praha                                           | 3 : 4 PP (0:1, 2:0, 1:2 – 0:1) | HC Frýdek-Místek                                                                   | Zimní stadion Eden Návštěvnost: 0                                    |  |
| Martin Michajlov                                          | Martin Michajlov                                          | Brankáři                       | Tomáš Suchánek                                                                     | Rozhodčí: Martin Grech Jan Hucl Čároví: Martin Tvrdík Pavel Sedláček |  |
| Tomáš Šmerha 21:37' Petr Kafka 31:19' Petr Vampola 57:32' | Tomáš Šmerha 21:37' Petr Kafka 31:19' Petr Vampola 57:32' | 0:1 1:1 2:1 2:2 2:3 3:3 3:4    | 07:27' David Klimša 48:44' Štěpán Macháček 55:47' Jonáš Peterek 61:42' Denis Kindl | Rozhodčí: Martin Grech Jan Hucl Čároví: Martin Tvrdík Pavel Sedláček |  |
| 10 min                                                    | 10 min                                                    | Tresty                         | 14 min                                                                             | Rozhodčí: Martin Grech Jan Hucl Čároví: Martin Tvrdík Pavel Sedláček |  |
| 36                                                        | 36                                                        | Střely                         | 32                                                                                 | Rozhodčí: Martin Grech Jan Hucl Čároví: Martin Tvrdík Pavel Sedláček |  |

| 17. února 2021 18.00                    | SC Kolín                                | 2 : 5 (1:3, 0:2, 1:0)       | HC Slavia Praha                                                                                   | Zimní stadion města Kolín Návštěvnost: 0                                 |  |
| Martin Sejpal                           | Martin Sejpal                           | Brankáři                    | Martin Michajlov                                                                                  | Rozhodčí: Lukáš Květoň Luděk Pilný Čároví: Ondřej Bohuněk Stanislav Hnát |  |
| David Šafránek 03:11' Petr Pýcha 47:50' | David Šafránek 03:11' Petr Pýcha 47:50' | 1:0 1:1 1:2 1:3 1:4 1:5 2:5 | 07:53' Petr Vampola 08:38' Tomáš Šmerha 14:46' Petr Kafka 21:24' Lukáš Buchta 31:00' Lukáš Buchta | Rozhodčí: Lukáš Květoň Luděk Pilný Čároví: Ondřej Bohuněk Stanislav Hnát |  |
| 49 min                                  | 49 min                                  | Tresty                      | 26 min                                                                                            | Rozhodčí: Lukáš Květoň Luděk Pilný Čároví: Ondřej Bohuněk Stanislav Hnát |  |
| 31                                      | 31                                      | Střely                      | 32                                                                                                | Rozhodčí: Lukáš Květoň Luděk Pilný Čároví: Ondřej Bohuněk Stanislav Hnát |  |

| 20. února 2021 17.00 | SK Kadaň           | 1 : 2 (1:1, 0:1, 0:0) | HC Slavia Praha                         | Zimní stadion Kadaň Návštěvnost: 0                                     |  |
| Richard Běhula       | Richard Běhula     | Brankáři              | Martin Michajlov                        | Rozhodčí: Martin Grech Kamil Zavřel Čároví: Lukáš Podrazil Jakub Dědek |  |
| Róbert Bačo 04:19'   | Róbert Bačo 04:19' | 1:0 1:1 1:2           | 08:29' Tomáš Pšenička 31:36' Petr Kafka | Rozhodčí: Martin Grech Kamil Zavřel Čároví: Lukáš Podrazil Jakub Dědek |  |
| 4 min                | 4 min              | Tresty                | 10 min                                  | Rozhodčí: Martin Grech Kamil Zavřel Čároví: Lukáš Podrazil Jakub Dědek |  |
| 25                   | 25                 | Střely                | 39                                      | Rozhodčí: Martin Grech Kamil Zavřel Čároví: Lukáš Podrazil Jakub Dědek |  |

| 24. února 2021 17.00 | HC Stadion Litoměřice | 7 : 4 (2:1, 3:2, 2:1)                       | HC Slavia Praha                                                                      | Kalich aréna Návštěvnost: 0                                                           |  |
| Tomáš Král | Tomáš Král | Brankáři                                    | Martin Michajlov                                                                     | Rozhodčí: Miroslav Petružálek Michal Kostourek Čároví: Richard Coubal Ondřej Kokrment |  |
| Jan Holý 00:58' Lukáš Pajer 14:06' Petr Moravec 22:00' Tomáš Urban 22:58' Patrik Miškář 31:30' Patrik Miškář 43:43' Matěj Beran 57:42' | Jan Holý 00:58' Lukáš Pajer 14:06' Petr Moravec 22:00' Tomáš Urban 22:58' Patrik Miškář 31:30' Patrik Miškář 43:43' Matěj Beran 57:42' | 1:0 1:1 2:1 3:1 4:1 4:2 5:2 5:3 5:4 6:4 7:4 | 09:13' Jaroslav Bednář 26:08' Filip Kuťák 33:45' Martin Ondráček 41:22' Tomáš Šmerha | Rozhodčí: Miroslav Petružálek Michal Kostourek Čároví: Richard Coubal Ondřej Kokrment |  |
| 8 min | 8 min | Tresty                                      | 6 min                                                                                | Rozhodčí: Miroslav Petružálek Michal Kostourek Čároví: Richard Coubal Ondřej Kokrment |  |
| 40 | 40 | Střely                                      | 40                                                                                   | Rozhodčí: Miroslav Petružálek Michal Kostourek Čároví: Richard Coubal Ondřej Kokrment |  |

| 27. února 2021 16.30   | SK Horácká Slavia Třebíč | 1 : 3 (0:0, 1:2, 0:1) | HC Slavia Praha                                                 | KHNP Arena Návštěvnost: 0                                             |  |
| Pavel Jekel            | Pavel Jekel              | Brankáři              | Martin Michajlov                                                | Rozhodčí: Robert Čech Přemysl Skopal Čároví: Jan Kleprlík Jan Vašíček |  |
| Martin Šťovíček 26:02' | Martin Šťovíček 26:02'   | 0:1 1:1 1:2 1:3       | 20:53' Petr Kafka 29:06' Jaroslav Bednář 49:35' Jaroslav Bednář | Rozhodčí: Robert Čech Přemysl Skopal Čároví: Jan Kleprlík Jan Vašíček |  |
| 6 min                  | 6 min                    | Tresty                | 22 min                                                          | Rozhodčí: Robert Čech Přemysl Skopal Čároví: Jan Kleprlík Jan Vašíček |  |
| 34                     | 34                       | Střely                | 16                                                              | Rozhodčí: Robert Čech Přemysl Skopal Čároví: Jan Kleprlík Jan Vašíček |  |

| 6. března 2021 17.00                 | LHK Jestřábi Prostějov               | 2 : 5 (1:1, 1:1, 0:3)       | HC Slavia Praha                                                                                     | Zimní stadion Prostějov Návštěvnost: 0                                |  |
| Ondřej Bláha                         | Ondřej Bláha                         | Brankáři                    | Martin Michajlov                                                                                    | Rozhodčí: Josef Barek Radek Wagner Čároví: Petr Maštalíř Henrich Kráľ |  |
| Michal Gago 12:24' Petr Chlán 30:52' | Michal Gago 12:24' Petr Chlán 30:52' | 0:1 1:1 1:2 2:2 2:3 2:4 2:5 | 08:18' Adam Sedlák 22:31' David Šteiner 47:44' Filip Kuťák 53:41' Tomáš Šmerha 59:50' Daniel Krejčí | Rozhodčí: Josef Barek Radek Wagner Čároví: Petr Maštalíř Henrich Kráľ |  |
| 10 min                               | 10 min                               | Tresty                      | 8 min                                                                                               | Rozhodčí: Josef Barek Radek Wagner Čároví: Petr Maštalíř Henrich Kráľ |  |
| 28                                   | 28                                   | Střely                      | 43                                                                                                  | Rozhodčí: Josef Barek Radek Wagner Čároví: Petr Maštalíř Henrich Kráľ |  |

| 8. března 2021 17.00 | HC Slavia Praha | 7 : 2 (1:1, 3:1, 3:0)               | HC Benátky nad Jizerou                   | Zimní stadion Eden Návštěvnost: 0                                          |  |
| Martin Michajlov | Martin Michajlov | Brankáři                            | Matěj Žajdlík Štěpán Vopravil (od 28:23) | Rozhodčí: Daniel Jechoutek Lukáš Květoň Čároví: Petr Bělohlav Milan Jindra |  |
| Tomáš Šmerha 08:45' Jaroslav Bednář 21:40' Jiří Doležal 28:23' Tomáš Šmerha 30:50' Petr Kafka 54:56' David Šteiner 55:43' Jaroslav Bednář 56:08' | Tomáš Šmerha 08:45' Jaroslav Bednář 21:40' Jiří Doležal 28:23' Tomáš Šmerha 30:50' Petr Kafka 54:56' David Šteiner 55:43' Jaroslav Bednář 56:08' | 1:0 1:1 2:1 3:1 4:1 4:2 5:2 6:2 7:2 | 09:50' Filip Jansa 39:55' Lukáš Pabiška  | Rozhodčí: Daniel Jechoutek Lukáš Květoň Čároví: Petr Bělohlav Milan Jindra |  |
| 14 min | 14 min | Tresty                              | 8 min                                    | Rozhodčí: Daniel Jechoutek Lukáš Květoň Čároví: Petr Bělohlav Milan Jindra |  |
| 42 | 42 | Střely                              | 27                                       | Rozhodčí: Daniel Jechoutek Lukáš Květoň Čároví: Petr Bělohlav Milan Jindra |  |

### Playoff

#### Předkolo
| 11. března 2021 17.30                                                                    | SK Horácká Slavia Třebíč                                                                 | 4 : 1 (1:0, 1:1, 2:0) | HC Slavia Praha      | KHNP Arena Návštěvnost: 0                                             |  |
| Pavel Jekel                                                                              | Pavel Jekel                                                                              | Brankáři              | Martin Michajlov     | Rozhodčí: Jan Doležal Ondřej Šudoma Čároví: Jan Vašíček Roman Komínek |  |
| Lukáš Nedvídek 14:24' Ladislav Bittner 38:01' Martin Šťovíček 56:24' Petr Beránek 59:59' | Lukáš Nedvídek 14:24' Ladislav Bittner 38:01' Martin Šťovíček 56:24' Petr Beránek 59:59' | 1:0 1:1 2:1 3:1 4:1   | 31:32' Daniel Kružík | Rozhodčí: Jan Doležal Ondřej Šudoma Čároví: Jan Vašíček Roman Komínek |  |
| 12 min                                                                                   | 12 min                                                                                   | Tresty                | 16 min               | Rozhodčí: Jan Doležal Ondřej Šudoma Čároví: Jan Vašíček Roman Komínek |  |
| 30                                                                                       | 30                                                                                       | Střely                | 39                   | Rozhodčí: Jan Doležal Ondřej Šudoma Čároví: Jan Vašíček Roman Komínek |  |

| 12. března 2021 17.30 | SK Horácká Slavia Třebíč | 0 : 2 (0:0, 0:0, 0:2) | HC Slavia Praha                               | KHNP Arena Návštěvnost: 0                                            |  |
| Pavel Jekel           | Pavel Jekel              | Brankáři              | Martin Michajlov                              | Rozhodčí: Michal Dědek Jakub Koziol Čároví: Roman Zídek David Otáhal |  |
|                       |                          | 0:1 0:2               | 56:39' Jaroslav Bednář 59:56' Martin Ondráček | Rozhodčí: Michal Dědek Jakub Koziol Čároví: Roman Zídek David Otáhal |  |
| 8 min                 | 8 min                    | Tresty                | 8 min                                         | Rozhodčí: Michal Dědek Jakub Koziol Čároví: Roman Zídek David Otáhal |  |
| 25                    | 25                       | Střely                | 36                                            | Rozhodčí: Michal Dědek Jakub Koziol Čároví: Roman Zídek David Otáhal |  |

| 14. března 2021 16.00 | HC Slavia Praha  | 0 : 1 (0:1, 0:0, 0:0) | SK Horácká Slavia Třebíč | Zimní stadion Eden Návštěvnost: 0                                   |  |
| Martin Michajlov      | Martin Michajlov | Brankáři              | Pavel Jekel              | Rozhodčí: Jan Hucl Jakub Šindel Čároví: Václav Beneš Pavel Sedláček |  |
|                       |                  | 0:1                   | 17:00' Petr Vodička      | Rozhodčí: Jan Hucl Jakub Šindel Čároví: Václav Beneš Pavel Sedláček |  |
| 10 min                | 10 min           | Tresty                | 14 min                   | Rozhodčí: Jan Hucl Jakub Šindel Čároví: Václav Beneš Pavel Sedláček |  |
| 35                    | 35               | Střely                | 21                       | Rozhodčí: Jan Hucl Jakub Šindel Čároví: Václav Beneš Pavel Sedláček |  |

| 15. března 2021 17.00                                                        | HC Slavia Praha                                                              | 4 : 3 (1:1, 3:1, 0:1)       | SK Horácká Slavia Třebíč                                           | Zimní stadion Eden Návštěvnost: 0                                       |  |
| Martin Michajlov                                                             | Martin Michajlov                                                             | Brankáři                    | Pavel Jekel (do 40:00) Jan Mičán (od 40:01)                        | Rozhodčí: Luděk Pilný Štěpán Souček Čároví: Stanislav Hnát Petr Šimánek |  |
| Daniel Kružík 11:36' Petr Vampola 22:25' Filip Vlček 26:43' Jan Novák 39:12' | Daniel Kružík 11:36' Petr Vampola 22:25' Filip Vlček 26:43' Jan Novák 39:12' | 0:1 1:1 2:1 3:1 3:2 4:2 4:3 | 09:49' Ladislav Bittner 31:49' Martin Šťovíček 51:45' Václav Krliš | Rozhodčí: Luděk Pilný Štěpán Souček Čároví: Stanislav Hnát Petr Šimánek |  |
| 14 min                                                                       | 14 min                                                                       | Tresty                      | 43 min                                                             | Rozhodčí: Luděk Pilný Štěpán Souček Čároví: Stanislav Hnát Petr Šimánek |  |
| 41                                                                           | 41                                                                           | Střely                      | 19                                                                 | Rozhodčí: Luděk Pilný Štěpán Souček Čároví: Stanislav Hnát Petr Šimánek |  |

| 17. března 2021 17.30                     | SK Horácká Slavia Třebíč                  | 2 : 4 (0:1, 1:3, 1:0)   | HC Slavia Praha                                                                 | KHNP Arena Návštěvnost: 0                                               |  |
| Pavel Jekel                               | Pavel Jekel                               | Brankáři                | Martin Michajlov                                                                | Rozhodčí: Radek Wagner Josef Barek Čároví: Ondřej Bohuněk Petr Maštalíř |  |
| Lukáš Nedvídek 34:03' Petr Beránek 59:31' | Lukáš Nedvídek 34:03' Petr Beránek 59:31' | 0:1 0:2 0:3 1:3 1:4 2:4 | 08:25' Michal Poletín 31:20' David Šteiner 33:23' Petr Vampola 36:16' Jan Novák | Rozhodčí: Radek Wagner Josef Barek Čároví: Ondřej Bohuněk Petr Maštalíř |  |
| 12 min                                    | 12 min                                    | Tresty                  | 18 min                                                                          | Rozhodčí: Radek Wagner Josef Barek Čároví: Ondřej Bohuněk Petr Maštalíř |  |
| 36                                        | 36                                        | Střely                  | 23                                                                              | Rozhodčí: Radek Wagner Josef Barek Čároví: Ondřej Bohuněk Petr Maštalíř |  |

#### Čtvrtfinále
| 19. března 2021 18.00                                             | Rytíři Kladno                                                     | 3 : 1 (0:0, 2:0, 1:1) | HC Slavia Praha       | ČEZ stadion Kladno Návštěvnost: 0                                            |  |
| Andrej Košarišťan                                                 | Andrej Košarišťan                                                 | Brankáři              | Martin Michajlov      | Rozhodčí: Štěpán Souček Michal Kostourek Čároví: Milan Štofa Ondřej Kokrment |  |
| Rostislav Marosz 22:24' Tomáš Plekanec 34:07' Jaromír Jágr 48:34' | Rostislav Marosz 22:24' Tomáš Plekanec 34:07' Jaromír Jágr 48:34' | 1:0 2:0 3:0 3:1       | 59:29' Tomáš Pšenička | Rozhodčí: Štěpán Souček Michal Kostourek Čároví: Milan Štofa Ondřej Kokrment |  |
| 16 min                                                            | 16 min                                                            | Tresty                | 18 min                | Rozhodčí: Štěpán Souček Michal Kostourek Čároví: Milan Štofa Ondřej Kokrment |  |
| 39                                                                | 39                                                                | Střely                | 26                    | Rozhodčí: Štěpán Souček Michal Kostourek Čároví: Milan Štofa Ondřej Kokrment |  |

| 20. března 2021 18.00                    | Rytíři Kladno                            | 2 : 1 PP (0:1, 0:0, 1:0 – 1:0) | HC Slavia Praha                                    | ČEZ stadion Kladno Návštěvnost: 0                                   |  |
| Andrej Košarišťan                        | Andrej Košarišťan                        | Brankáři                       | Martin Michajlov (do 56:52) Roman Málek (od 56:53) | Rozhodčí: Jan Hucl Jakub Šindel Čároví: Milan Jindra Stanislav Hnát |  |
| Martin Kehar 44:52' Antonín Melka 64:52' | Martin Kehar 44:52' Antonín Melka 64:52' | 0:1 1:1 2:1                    | 09:16' Petr Kafka                                  | Rozhodčí: Jan Hucl Jakub Šindel Čároví: Milan Jindra Stanislav Hnát |  |
| 14 min                                   | 14 min                                   | Tresty                         | 22 min                                             | Rozhodčí: Jan Hucl Jakub Šindel Čároví: Milan Jindra Stanislav Hnát |  |
| 45                                       | 45                                       | Střely                         | 28                                                 | Rozhodčí: Jan Hucl Jakub Šindel Čároví: Milan Jindra Stanislav Hnát |  |

| 23. března 2021 17.00 | HC Slavia Praha | 6 : 5 PP (2:0, 2:5, 1:0 – 1:0)              | Rytíři Kladno                                                                                              | Zimní stadion Eden Návštěvnost: 0                                               |  |
| Martin Michajlov | Martin Michajlov | Brankáři                                    | Andrej Košarišťan                                                                                          | Rozhodčí: Miroslav Petružálek Radek Wagner Čároví: Martin Kreuzer David Polonyi |  |
| Petr Kafka 12:43' Tomáš Šmerha 17:25' Daniel Krejčí 25:51' David Šteiner 39:59' Michal Poletín 46:35' Filip Vlček 65:10' | Petr Kafka 12:43' Tomáš Šmerha 17:25' Daniel Krejčí 25:51' David Šteiner 39:59' Michal Poletín 46:35' Filip Vlček 65:10' | 1:0 2:0 2:1 2:2 3:2 3:3 3:4 3:5 4:5 5:5 6:5 | 20:52' Tomáš Plekanec 22:13' Antonín Melka 34:12' Ondřej Machala 35:05' Zachary Frye 35:49' Ondřej Machala | Rozhodčí: Miroslav Petružálek Radek Wagner Čároví: Martin Kreuzer David Polonyi |  |
| 14 min | 14 min | Tresty                                      | 28 min | Rozhodčí: Miroslav Petružálek Radek Wagner Čároví: Martin Kreuzer David Polonyi |  |
| 29 | 29 | Střely                                      | 42 | Rozhodčí: Miroslav Petružálek Radek Wagner Čároví: Martin Kreuzer David Polonyi |  |

| 24. března 2021 17.00                  | HC Slavia Praha                        | 2 : 4 (0:0, 0:2, 2:2)   | Rytíři Kladno                                                                       | Zimní stadion Eden Návštěvnost: 0                                       |  |
| Martin Michajlov                       | Martin Michajlov                       | Brankáři                | Andrej Košarišťan                                                                   | Rozhodčí: Štěpán Souček Tomáš Zubzanda Čároví: Václav Beneš Milan Štofa |  |
| Lukáš Buchta 51:12' Filip Vlček 57:53' | Lukáš Buchta 51:12' Filip Vlček 57:53' | 0:1 0:2 0:3 1:3 1:4 2:4 | 33:08' Antonín Melka 39:31' Nicolas Hlava 50:25' Patrik Machač 53:33' Patrik Machač | Rozhodčí: Štěpán Souček Tomáš Zubzanda Čároví: Václav Beneš Milan Štofa |  |
| 18 min                                 | 18 min                                 | Tresty                  | 10 min                                                                              | Rozhodčí: Štěpán Souček Tomáš Zubzanda Čároví: Václav Beneš Milan Štofa |  |
| 21                                     | 21                                     | Střely                  | 51                                                                                  | Rozhodčí: Štěpán Souček Tomáš Zubzanda Čároví: Václav Beneš Milan Štofa |  |

| 26. března 2021 17.20 | Rytíři Kladno | 6 : 4 (0:1, 3:2, 3:1)                   | HC Slavia Praha                                                                | ČEZ stadion Kladno Návštěvnost: 0                                           |  |
| Andrej Košarišťan | Andrej Košarišťan | Brankáři                                | Martin Michajlov                                                               | Rozhodčí: Miroslav Petružálek Radek Wagner Čároví: Milan Štofa Václav Beneš |  |
| Tomáš Plekanec 35:56' Ondřej Machala 36:35' Tomáš Pitule 37:17' Ondřej Machala 48:43' Adam Kubík 58:30' Nicolas Hlava 59:51' | Tomáš Plekanec 35:56' Ondřej Machala 36:35' Tomáš Pitule 37:17' Ondřej Machala 48:43' Adam Kubík 58:30' Nicolas Hlava 59:51' | 0:1 0:2 0:3 1:3 2:3 3:3 3:4 4:4 5:4 6:4 | 15:39' Jaroslav Brož 29:38' David Šteiner 32:09' Jiří Doležal 48:01' Jiří Říha | Rozhodčí: Miroslav Petružálek Radek Wagner Čároví: Milan Štofa Václav Beneš |  |
| 18 min | 18 min | Tresty                                  | 16 min                                                                         | Rozhodčí: Miroslav Petružálek Radek Wagner Čároví: Milan Štofa Václav Beneš |  |
| 46 | 46 | Střely                                  | 24                                                                             | Rozhodčí: Miroslav Petružálek Radek Wagner Čároví: Milan Štofa Václav Beneš |  |